# 10 Years of Hits
10 Years of Hits è il primo greatest hits del cantante irlandese Ronan Keating. Contiene sia canzoni del cantante, sia i suoi precedenti successi con i Boyzone.

## Tracce
1. When You Say Nothing at All – 4:18
2. Life Is a Rollercoaster – 3:56
3. The Way You Make Me Feel (feat. Bryan Adams) – 3:39
4. Lovin' Each Day – 3:34
5. If Tomorrow Never Comes – 3:36
6. I Love It When We Do – 3:55
7. We've Got Tonight (feat. Lulu) – 3:39
8. The Long Goodbye – 4:19
9. Lost for Words – 3:49
10. She Believes (In Me) – 4:09
11. Last Thing on My Mind (feat. LeAnn Rimes) – 3:59
12. Father & Son (feat. Yusuf) – 3:23
13. Words – 3:53
14. Baby Can I Hold You – 3:11
15. I Hope You Dance – 3:36
16. Somebody Else – 4:08